# Marie Louise de La Tour d'Auvergne
Marie Louise de La Tour d'Auvergne (15 de agosto de 1725- septiembre de 1781 o 1793), princesa de Guéméné por matrimonio, fue una noble francesa perteneciente a la Casa de La Tour d'Auvergne.

## Biografía
Marie Louise fue la primogénita de Charles Godefroid de La Tour d'Auvergne y su esposa Maria Carolina Sobieski, hermana mayor de Clementina Sobieski, esposa de James Francis Edward Stuart. El hermano pequeño de Marie Louise, Godefroid Charles Henri, sucedió a su padre como duque de Bouillon.
Bisnieta de Juan III Sobieski, fue también una de las herederas más ricas de su tiempo, lo que motivó que Luis XV mostrase un gran interés personal en sus planes de matrimonio.
Mademoiselle d'Auvergne fue ofrecida en matrimonio a Honoré III, príncipe de Mónaco, quien era hijo de Louise Hippolyte, princesa de Mónaco, y su consorte, Jacques Goyon de Matignon. A pesar de que el enlace había sido anunciado en la corte para el 26 de enero de 1741, la boda no llegó a celebrarse. Marie Louise contrajo matrimonio finalmente el 19 de febrero de 1743 con Jules Hercule Mériadec de Rohan, duque de Montbazon y príncipe de Guéméné. Este último era hijo de Hercule Mériadec de Rohan, duque de Montbazon y príncipe de Guéméné (1688-1757), y de Louise Gabrielle Julie de Rohan (1704-1741). En 1745, Marie Louise dio a luz a su primer y único hijo con Jules, Henri Louis Marie de Rohan, príncipe de Guéméné (1745-1809).
En noviembre de 1746, Marie Louise contrajo viruela, enfermedad mortal en aquella época. Durante su convalecencia, su familia recibió una nota afectuosa de su primo, Carlos Eduardo Estuardo, también conocido como el "joven pretendiente". Tras su recuperación en agosto de 1747, Marie Louise y su primo se conocieron, iniciando al poco tiempo una relación amorosa. En los círculos de Marie Louise el adulterio era ampliamente aceptado siempre que se llevase a cabo con discreción. No obstante, ni su esposo ni ella habían sido infieles anteriormente, siendo Marie Louise vigilada constantemente por su suegra mientras Jules se encontraba con la armada francesa en Holanda. De hecho, Louise Gabrielle había ordenado a los sirvientes vigilar a su nuera con el fin de que siguiese siendo una mujer virtuosa. Marie Louise y Carlos empezaron entonces a mantener encuentros nocturnos, si bien su suegra denunció de inmediato este hecho a la policía de París.
Tras descubrir que estaba embarazada, Marie Louise mantuvo relaciones íntimas con su esposo tras su regreso con el fin de hacerle creer que era el padre de la criatura que esperaba, lo que provocó los celos de Carlos, empezando a surgir rumores al poco tiempo. En enero de 1748, confrontada por su propio padre y por su suegra, Marie Louise se vio obligada a escribir una carta a Carlos anunciando el fin de su relación, si bien se permitió a este último seguir visitándola a ella y a su familia con el fin de apaciguar los rumores sobre su aventura. Desesperada, Marie Louise escribió más cartas dirigidas a Carlos, amenazando con suicidarse si él no iba a verla. Éste fue a visitar a Marie Louise tres meses después, sólo para informarle de que tenía una nueva amante, Clementina Walkinshaw. Con esta última tuvo a Carlota Estuardo, duquesa de Albany, única hija de Carlos en sobrevivir a la infancia.
El 28 de julio de 1748, Marie Louise dio a luz a su segundo hijo, quien fue bautizado con el nombre de Charles Godefroid Sophie Jules Marie de Rohan. Su suegra escribió al padre de Carlos, quien se encontraba en Roma, para informarle del nacimiento, ocultándole que se trataba de su nieto. Supuestamente, el pequeño murió a los cinco meses de vida, en el invierno de 1748 o el 19 de enero de 1749.
Marie Louise vivió al menos treinta y tres años más, aparentemente sin haber vuelto a cometer ninguna infidelidad. Apareció ocasionalmente por la corte, dedicando los últimos años de su vida a la religión y obras de caridad.
Tras su muerte, fue enterrada en el convento de los Feuillants junto a su segundo hijo. No existe certeza sobre el modo y fecha en que se produjo su deceso. Algunas fuentes afirman que murió por causas naturales en septiembre de 1781, mientras que otras sostienen que murió ejecutada en la guillotina en 1793, siendo esta última versión la más ampliamente aceptada.